# Георги Убинов
Георги Убинов – Графа е бивш български футболист, нападател.

## Спортна кариера
Убинов основно се състезава за Ботев (Пловдив) от 1969 до 1976 г. Играе и за Левски София през 1968 г. В Марица (Пловдив) 1967-1968 и Спартак (Пловдив) 1966-1967, ФК Черноморец (Бургас). За Ботев изиграва 181 мача и отбелязва 38 гола (общо в А група – 47 гола), 21 гола в международни мачове, 12 гола за купи. С Ботев става Балкански клубен шампион (1972 г.). Два пъти е в отбора на годината като подгласник, по класацията на вестник „Народен спорт“ (1971, 1974). Играе за младежкия национален отбор с 2 мача. Преди евроквалификацията с Гърция е в представителния отбор на страната, но скъсва мускул, което му попречва да запише официален мач за националния тим. Майстор на спорта е от 1972 година. Автор е на неофициален световен рекорд (ниво Висша лига) – (Най-бърз хеттрик с плонж и глава) – 1970 година в дерби мача Ботев – Локомотив. Този хеттрик е отбелязан за 11 минути – 52-рата, 59-а и 63-та минута. Последната година от кариерата си играе за Черноморец, с който се класира на 1-во място в Южната Б група.

## Кариера извън футбола
След края на спортната си кариера Убинов се занимава с рисуване и писане. Издател на регионалното списание „Тракия спорт“. Автор е на първия „Футболен буквар“ и на още седем книги, последната от които е на философска тематика. Има седем самостоятелни изложби живопис. Участва редовно в благотворителните търгове, организирани от „Професионалната футболна лига“.